# Yeliz Özel

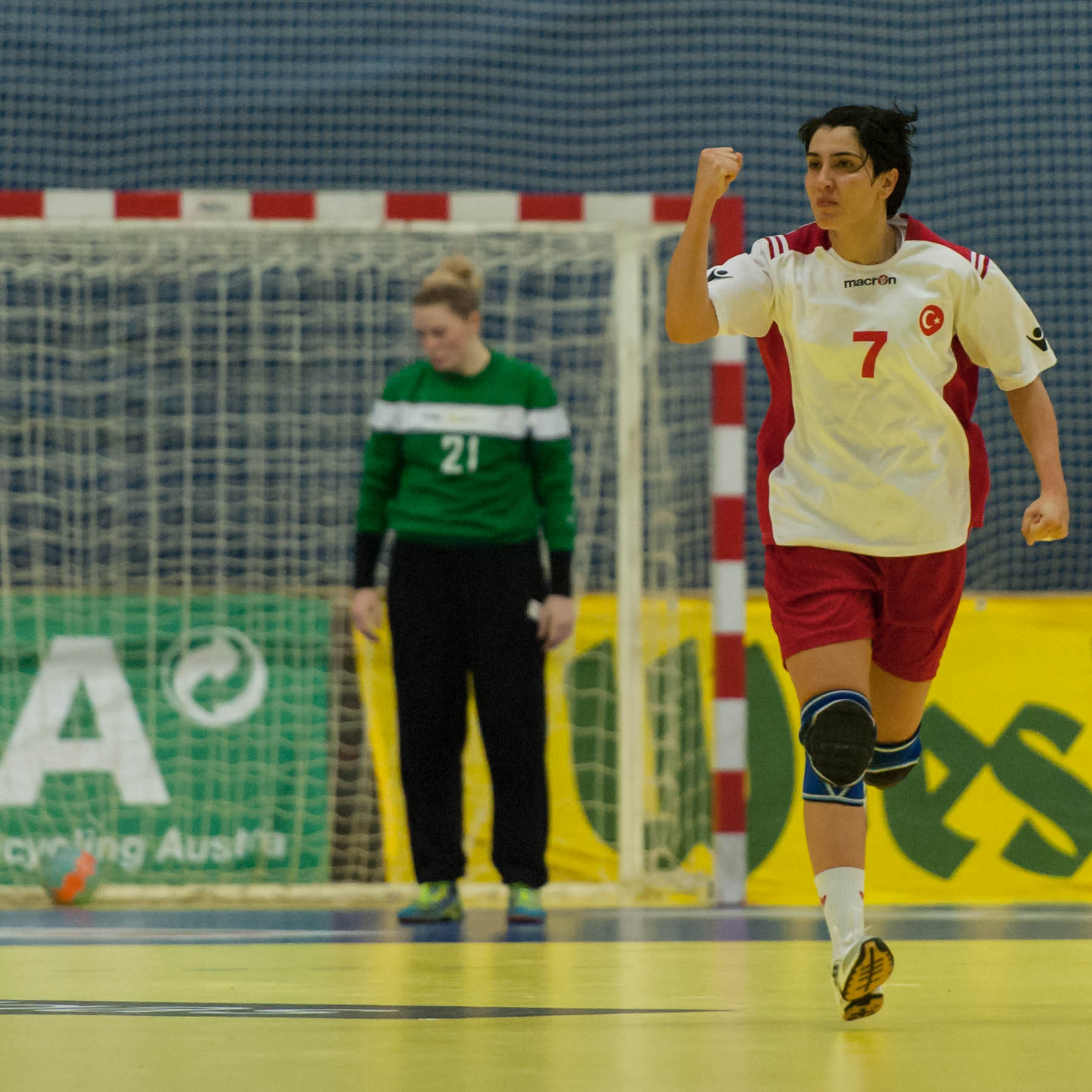
Yeliz Özel amb la samarreta nacional turca

Yeliz Özel (Ankara, 6 de març de 1980) és una jugadora d'handbol turca. Actualment juga al Yenimahalle Belediyespor d'Ankara i és la capitana del seu equip. També juga a la selecció turca. Ha jugat, a més, fora de Turquia, a l'equip CS Oltchim Râmnicu Vâlcea de Romania. Yeliz Özel ha estat la jugadora més valorada (MVP) de la lliga turca 2014–2015 i es considera l'estrella de l'handbol femení a Turquia.